# Linz am Rhein
Linz am Rhein – miasto w zachodnich Niemczech, w kraju związkowym Nadrenia-Palatynat, w powiecie Neuwied, siedziba gminy związkowej Linz am Rhein.

## Współpraca
Miejscowości partnerskie:
- Linz, Austria
- Linz – dzielnica Schönfeld, Saksonia
- Marietta, Stany Zjednoczone
- Pornic, Francja